# Power (chanson d'EXO)
Pour les articles homonymes, voir Power.
Singles de EXO
Ko Ko Bop
(2017) Universe
(2017)
Power (coréen : 파워 ; chinois : 超音力) est un single du boys band sud-coréano-chinois EXO, sorti le 5 septembre 2017 en coréen et en mandarin, issu de leur quatrième album réédité The Power of Music.

## Contexte et sortie
Produit par LDN Noise, "Power" est décrite comme une chanson EDM contenant des sons de synthétiseur dynamique et des rythmes de batterie. Les paroles parlent de comment on peut devenir plus fort à travers la musique qui unit tout le monde, ne faisant ainsi qu'un. La chanson est sortie le 5 septembre simultanément avec la réédition.

## Clip-vidéo
Un teaser du clip de "Power" a été mise en ligne le 4 septembre 2017 par SM Entertainment. Les clips-vidéos coréennes et chinoises de "Power" ont été postés le 5 septembre. Le clip vidéo commence avec une narration expliquant le nouveau monde d'EXO accompagnée de leurs chansons sorties par le passé, puis se transforme en une planète étrangère où les membres EXO combattent un robot, nommé "Red Force" (leur adversaire) dans le but de récupérer les orbes de leurs superpuissances qui leur ont été officiellement assignées au début de leur carrière. Macrograph, le studio VFX local responsable des effets visuels dans les films à grand succès tels que "Roaring Currents" et "Northern Limit Line", a géré les effets visuels de la vidéo. 
La clip-vidéo de la version coréenne a atteint un million de vues dans les trois premières heures après sa mise en ligne et 6 605 588 en 24 heures. Dix jours après sa sortie, le clip a atteint un million de likes.

## Promotion
Le 21 août, SM Entertainment a confirmé qu'EXO sortira un album repackage début septembre. Ce même jour, un premier teaser intitulé #Total_Eclipse (avec un extrait audio de "Sweet Lies") a été publié en même temps que lorsque l'Éclipse solaire s'est produite, avec le message "The Power of Music". Le deuxième teaser a été publié le 28 août sous le nom de #Parallel_Universe (avec un extrait audio de "부메랑 (Boomerang)"). Le troisième teaser intitulé "Power # RF_05" a été publié le 30 août. Le même jour, le titre de l'album a été révélé comme étant The War : The Power of Music dont la sortie est prévue pour le 5 septembre avec la chanson titre "Power". L'agence a commencé à publier des images teaser de chaque membre à partir du 30 août. 
Le 6 septembre, EXO a tenu un mini fan-meeting où ils ont interprété "Power" pour la première fois. Par la suite, le groupe a commencé à promouvoir le single sur les plateaux des émissions musicales sud-coréennes le 7 septembre. La chanson a par la suite été intégré au programme de leur quatrième tournée « EℓyXiOn » ainsi que leur tournée suivante.

## Accueil

### Succès commercial
La chanson a pris la seconde place sur le Gaon Chart ainsi que la troisième place sur le Billboard World Digital Songs. 
Le 14 septembre, la chanson "Power" a enregistré le score le plus élevé de tous les temps au M Countdown avec 11 000 points, après les Girls' Generation qui avaient conservé leur plus gros score dans une émission musicale avec "Lion Heart" (10 988 votes le 3 septembre 2015). La victoire marque également leur 100e victoire dans les émissions musicales.

### Spectacle des fontaines de Dubaï
"Power" a été choisie pour être la première chanson K-pop à faire partie de la playlist du spectacle des fontaines de Dubaï  dont le répertoire musical actuel comprend des chansons à succès de grands artistes tels que "Thriller" de Michael Jackson, "I Will Always Love You" de Whitney Houston, "Skyfall" d'Adele et bien d'autres. 
EXO a commenté : « Nous sommes ravis de présenter notre chanson "Power" sur ce site mondialement connu. C'est un véritable honneur pour notre chanson d'avoir été choisie comme la toute première chanson K-pop jouée par les fontaines de Dubaï. "Power" est une chanson dynamique, mais les paroles décrivent comment la musique peut rendre les gens plus forts en nous unissant. Cela correspond à l'essence même de la fontaine de Dubaï elle-même, un endroit où les visiteurs du monde entier se rassemblent en un seul endroit pour profiter du spectacle de fontaine vraiment spectaculaire. Regarder les fontaines de Dubaï danser sur "Power" a été une expérience vraiment magnifique pour nous, nous conseillons à tous de visiter cette incroyable attraction quand ils sont à Dubai. »

### Jeux olympiques d'hiver de 2018
Pour la cérémonie de clôture des Jeux olympiques d'hiver de 2018 à Pyeongchang le 25 février en tant que représentants de la K-pop avec CL,. EXO a interprété pour l'occasion Growl et Power. Leurs performances ont été saluées par les célèbres magazines The New York Times, Billboard, Vogue et Time.

### Coupe du monde de football de 2018
Le 4 juillet 2018, les comptes officiels de la Coupe du Monde ont ouvert des sondages sur les réseaux sociaux pour demander aux internautes quelle chanson ils aimeraient entendre lors de la finale au stade Loujniki de Moscou. Parmi les choix proposés (excepté « Power »), on y retrouve « The Middle » de Zedd, « Mi Gente » de Willy William et J Balvin, « Hey Brother » de Avicii, « Wavin' Flag » de K'Naan, mais également « Fake Love » de BTS. Finalement, ce sont « Power » et « Fake Love » qui seront toutes les deux jouées dans le stade. Le compte Twitter officiel des Jeux olympiques a également montré son soutien à EXO en publiant un GIF du groupe interprétant la chanson même à Pyeongchang. Le jour de la finale, la chanson a fait sensation, beaucoup de supporters ont partagé des vidéos d'eux-mêmes appréciant la chanson.

## Remix
Le 18 octobre, il a été révélé que quatre remix de la chanson réalisés par les DJs R3hab, Dash Berlin, IMLAY et SHAUN seront publiées par le projet SM Station le 20 octobre. Les remix sont sortis en digital le 20 octobre.
| Power (Remixes) | Power (Remixes)              | Power (Remixes) | Power (Remixes) | Power (Remixes) | Power (Remixes) | Power (Remixes) | Power (Remixes) | Power (Remixes) | Power (Remixes) |
| No              | Titre                        | Durée           |                 |                 |                 |                 |                 |                 |                 |
| --------------- | ---------------------------- | --------------- | --------------- | --------------- | --------------- | --------------- | --------------- | --------------- | --------------- |
| 1.              | Power (Remix de R3hab)       | 3:21            |                 |                 |                 |                 |                 |                 |                 |
| 2.              | Power (Remix de Dash Berlin) | 5:00            |                 |                 |                 |                 |                 |                 |                 |
| 3.              | Power (Remix de d'IMLAY)     | 3:18            |                 |                 |                 |                 |                 |                 |                 |
| 4.              | Power (Remix de SHAUN)       | 4:16            |                 |                 |                 |                 |                 |                 |                 |
| 15:55           |                              |                 |                 |                 |                 |                 |                 |                 |                 |

## Classements

### Classements hebdomadaires
| Classements                                 | Meilleure position |
| ------------------------------------------- | ------------------ |
| South Korea (Gaon)                          | 2                  |
| South Korea (Korea K-Pop Hot 100)           | 1                  |
| China (Billboard V Chart)                   | 6                  |
| Japan (Billboard Japan Hot 100)             | 70                 |
| Philippines (Billboard Philippines Hot 100) | 17                 |
| Philippines (BillboardPH Kpop Top 5)        | 1                  |
| US World Digital Songs (Billboard)          | 3                  |
| US Hot Singles Sales (Billboard)            | 2                  |

### Classement mensuel
| Classement                  | Meilleure position |
| --------------------------- | ------------------ |
| South Korean singles (Gaon) | 5                  |

## Ventes
| Pays                 | Ventes  |
| -------------------- | ------- |
| South Korea (Gaon)   | 333 157 |
| United States (RIAA) | 2 000   |

## Prix et nominations
| Année | Prix                    | Titre            | Résultat   |
| ----- | ----------------------- | ---------------- | ---------- |
| 2017  | Mnet Asian Music Awards | Best Music Video | Nomination |

### Programmes de classements musicaux
| Programme                 | Date              |
| ------------------------- | ----------------- |
| Show Champion (MBC Music) | 13 septembre 2017 |
| M! Countdown (Mnet)       | 14 septembre 2017 |
| Music Bank (KBS)          | 15 septembre 2017 |
| Music Bank (KBS)          | 22 septembre 2017 |
| Inkigayo (SBS)            | 17 septembre 2017 |

## Historique de sortie
| Pays         | Date             | Format               | Label                         |
| ------------ | ---------------- | -------------------- | ----------------------------- |
| Corée du Sud | 5 septembre 2017 | Téléchargement légal | SM Entertainment, Genie Music |
| Monde entier | 5 septembre 2017 | Téléchargement légal | SM Entertainment              |